# Karooleeuwerik
De karooleeuwerik (Calendulauda albescens; synoniem: Certhilauda albescens) is een zangvogel uit de familie Alaudidae (leeuweriken).

## Verspreiding en leefgebied
Deze soort is endemisch in Zuid-Afrika en telt drie ondersoorten:
- C. a. codea: westelijk Zuid-Afrika.
- C. a. albescens: zuidwestelijk Zuid-Afrika.
- C. a. guttata: centraal Zuid-Afrika.

## Status
De grootte van de populatie is niet gekwantificeerd maar de soort wordt omschreven als algemeen, met name in het westen. Op de Rode lijst van de IUCN heeft deze soort de status niet bedreigd.